# Берестя-Центральне
Берестя-Центральний (біл. Брэ́ст-Цэнтра́льны, пол. Brześć Centralny)  — електрифікована залізнична станція Білоруської залізниці в місті Берестя.
Вокзал станції Берестя-Центральний — пам'ятник архітектури Республіки Білорусь, будівлю вокзалу занесено в звід пам'яток ЮНЕСКО.

## Історія
У XIX столітті Берестя перебувало в складі Російської імперії. З метою зниження витрат і зменшення термінів перевезень виникла необхідність будівництва залізниці. Перша залізниця на території Білорусі була побудована наприкінці 1862 року. У 1883 році за Указом російського імператора Олександра II почали будувати вокзал і станцію Берестя-Центральний.
Перша будівля берестейського вокзалу була відкрита 28 травня 1886 року в присутності імператора Олександра III.
В архітектурі будівлі вокзалу використовувалися форми неоготики, модною в середині XIX століття. Він був побудований у вигляді «середньовічного замку» з чотирма водонапірними вежами. Вокзал був обладнаний водяним опаленням. У залах для пасажирів 1-го і 2-го класів підлоги були паркетні, для 3-го класу — дощаті, в підсобних приміщеннях — асфальтові. Незабаром вокзал став першим на російських залізницях, де було встановлено електричне освітлення — 160 лампочок по 20 свічок з'явилися в залах і на перонах та 12 ліхтарів по 50 свічок висвітлювали Привокзальну площу.
1888 року в будівлі вокзалу і на пероні було встановлено 160 електричних лампочок, струм для яких виробляли три динамо-машини за допомогою парових устаткувань. На той час вокзали Москви і Санкт-Петербурга освітлювалися ще гасовими лампами.
Для обслуговування високих гостей існував буфет.
Зі східної (Московської) сторони вокзалу були прибудовані приміщення для царської пошти, зв'язку, жандармерії і царські кімнати відпочинку.

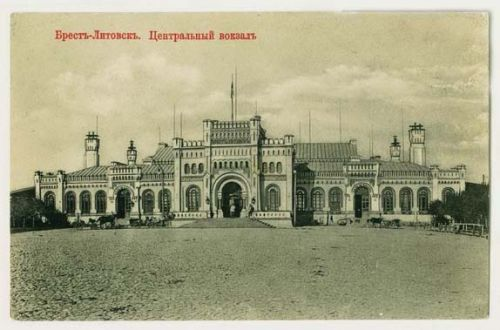
Головний вокзал Берестя між 1900 і 1917 роками

Будівля вокзалу була дуже зруйнована під час Першої світової війни і на початку 1920-х років було прийнято рішення про його відновлення. У 1929 році оновлений вокзальний комплекс введений в експлуатацію.
Під час Другої світової війни будівля вокзалу була частково зруйнована. У 1945 році прийнято рішення перебудувати вокзальний комплекс. Архітектори проєкту — І. С. Пестряков і Г. І. Гранаткін. Побувавши в Бересті у 1949 році маршал Радянського Союзу Климент Ворошилов посприяв прийняттю рішення про реконструкцію вокзалу.
Будівельні роботи проводилися протягом 1953—1957 років. Будівля вокзалу побудована в стилі радянського ампіру.
1975 року побудований зал чекання для виїжджаючих за кордон, а касовий зал з'єднаний з митним залом.
6 листопада 1983 року підписано акт Державної комісії про введення електрифікації ділянки Барановичі — Берестя. Рух відкривав перший електропоїзд сполученням Берестя — Барановичі.
30 грудня 1983 року на станцію Берестя-Центральний прибув перший пасажирський поїзд на електротязі.
10 січня 1984 року розпочався рух усіх поїздів на електротязі від Москви до Берестя.
22 грудня 1984 року відкрито електрифіковану дільницю Берестя — Держкордон. Перший пасажирський поїзд «Полонез» відправився на електротязі з Берестя до Варшави.
У період з 2008 по 2013 роки проведена масштабна реконструкція пасажирського комплексу вокзалу станції Берестя-Центральний. Автори реконструкції — головний інженер проєкту Алексейчук М. П., головний архітектор Апанасенок А. В., головний спеціаліст з архітектурної історичної спадщини Сміян В. В.
19 грудня 2013 року, після реконструкції, відкрили будівлю вокзалу пасажирського комплексу станції Берестя-Центральний
З 1886 року вокзал відвідали Олександр II, Олександр III, Микола II, Володимир Ульянов, Йосип Сталін, Климент Ворошилов, Микита Хрущов, Леонід Брежнєв, Петро Машеров, Андрій Громико, Кім Ір Сен, Жорж Помпіду та інші.

## Поїзди міжнародних та міжрегіональних ліній

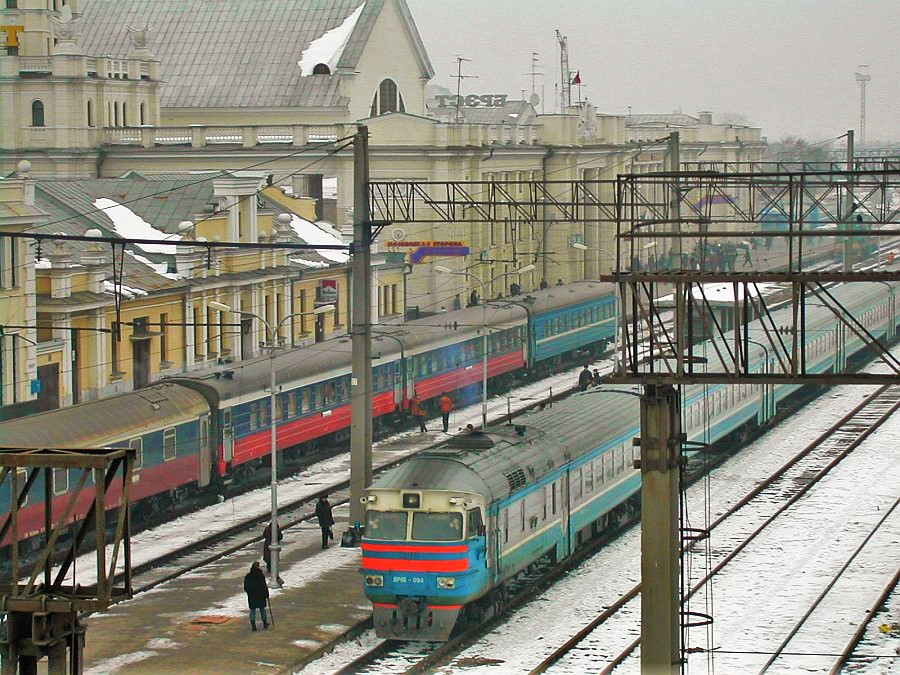
Поїзди на станції Берестя-Центральний

Вокзал є основною точкою «виходу в місто» пасажирів, що прибувають поїздами міжнародних, міжрегіональних і регіональних ліній економ-класу. З вокзалу станції Берестя-Центральний поїздами є можливість дістатися до найбільших міст Білорусі, Польщі, Німеччини, Франції і Росії.
Поїзди міжрегіональних ліній економ-класу з'єднують Берестя з містами Мінськ, Гомель, Барановичі, Могильов, Вітебськ та іншими.
Поїзди міжнародних ліній з'єднують з містами Варшава, Москва, Париж, Смоленськ, Тереспіль тощо.
Поруч з вокзалом Берестя-Центральний розташований Приміський вокзал, з якого відправляються поїзди регіональних ліній економ-класу до міст Барановичі, Бєлоозерськ, Високо-Литовськ, Володава, Заболоття, Кам'янець, Лунинець, Пінськ, Хотислав тощо.

## Міський транспорт
До залізничного вокзалу Берестя-Центральний курсують:
- автобуси № 3, 4, 6, 8, 12, 12А, 24, 25
- маршрутні таксі № 6, 7, 10, 11, 17, 18, 19, 23[3][4].

## Галерея

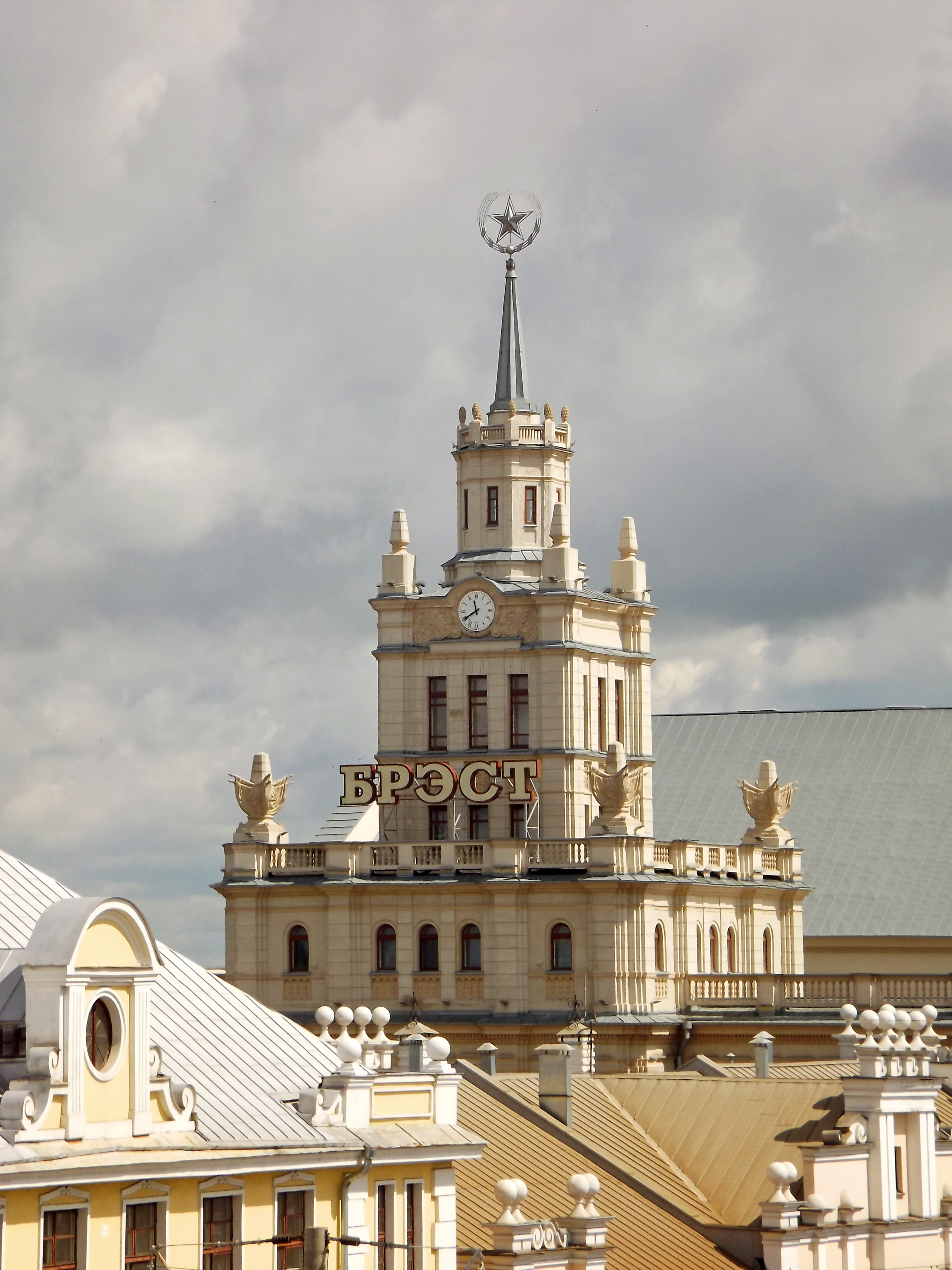
Будівля вокзалу
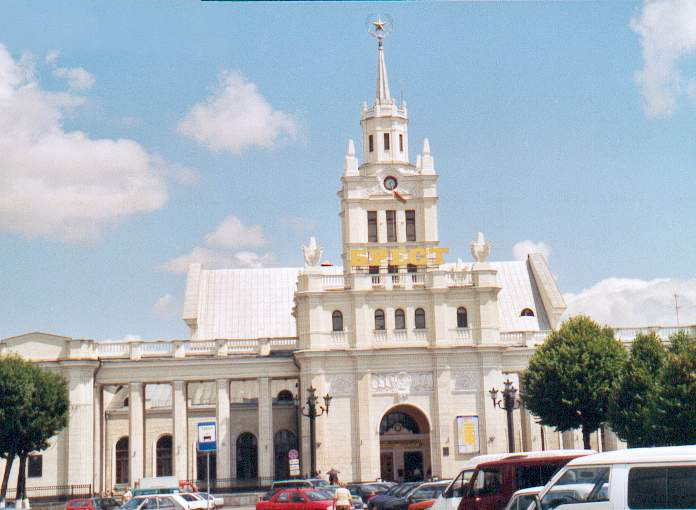
Вигляд з Привокзальної площі
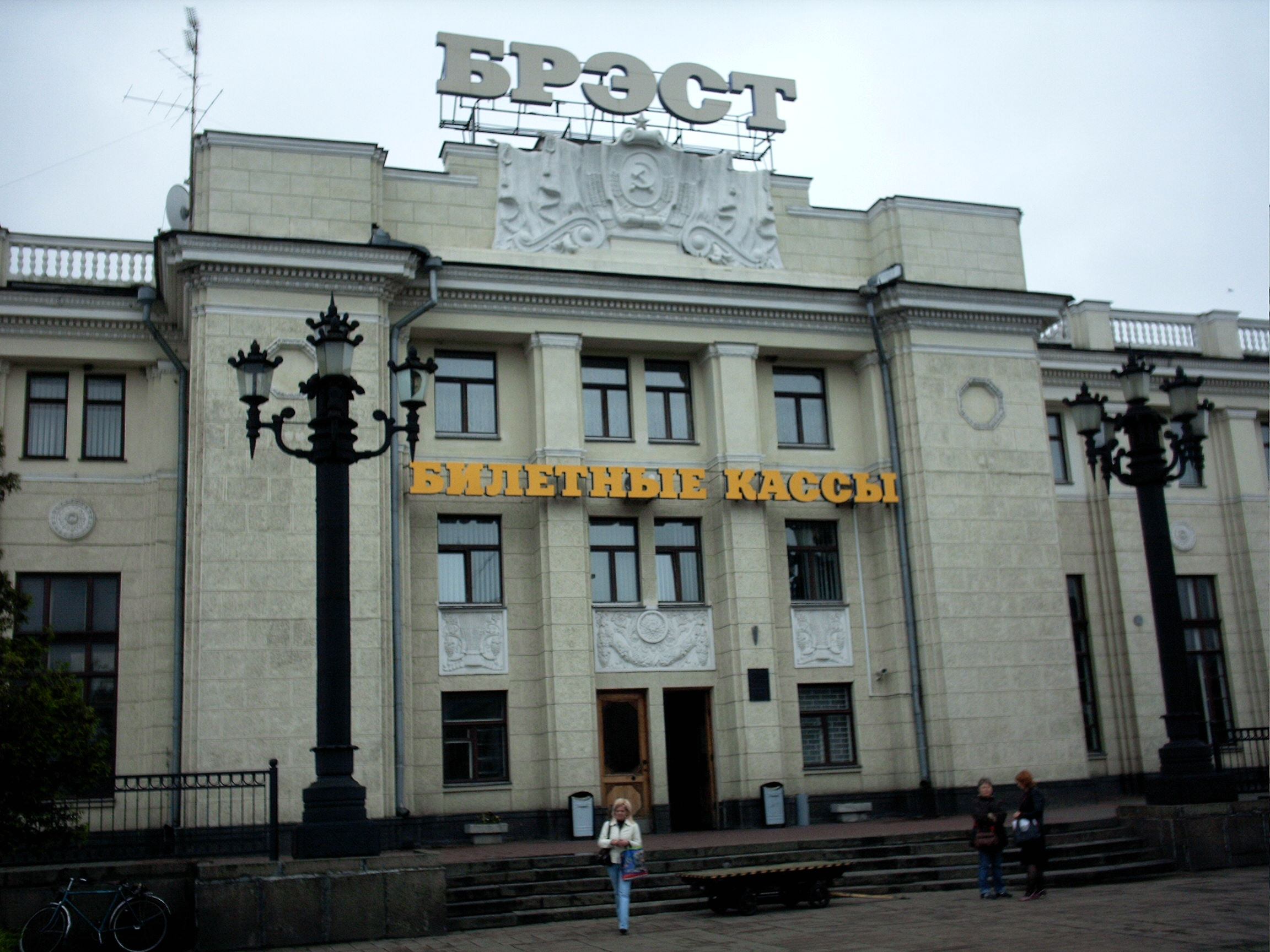
Берестя-Центральний
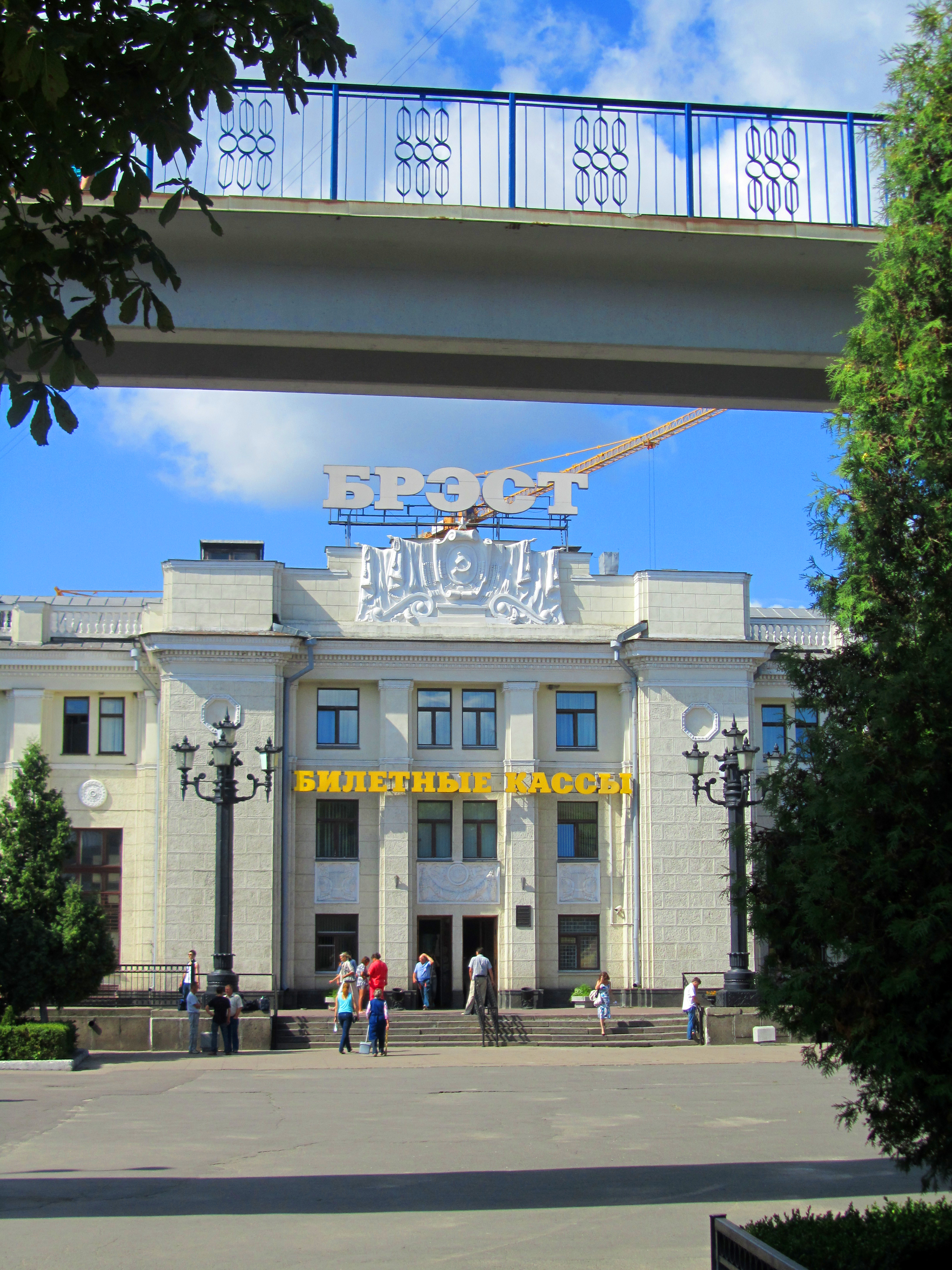
Вхід до квиткових кас
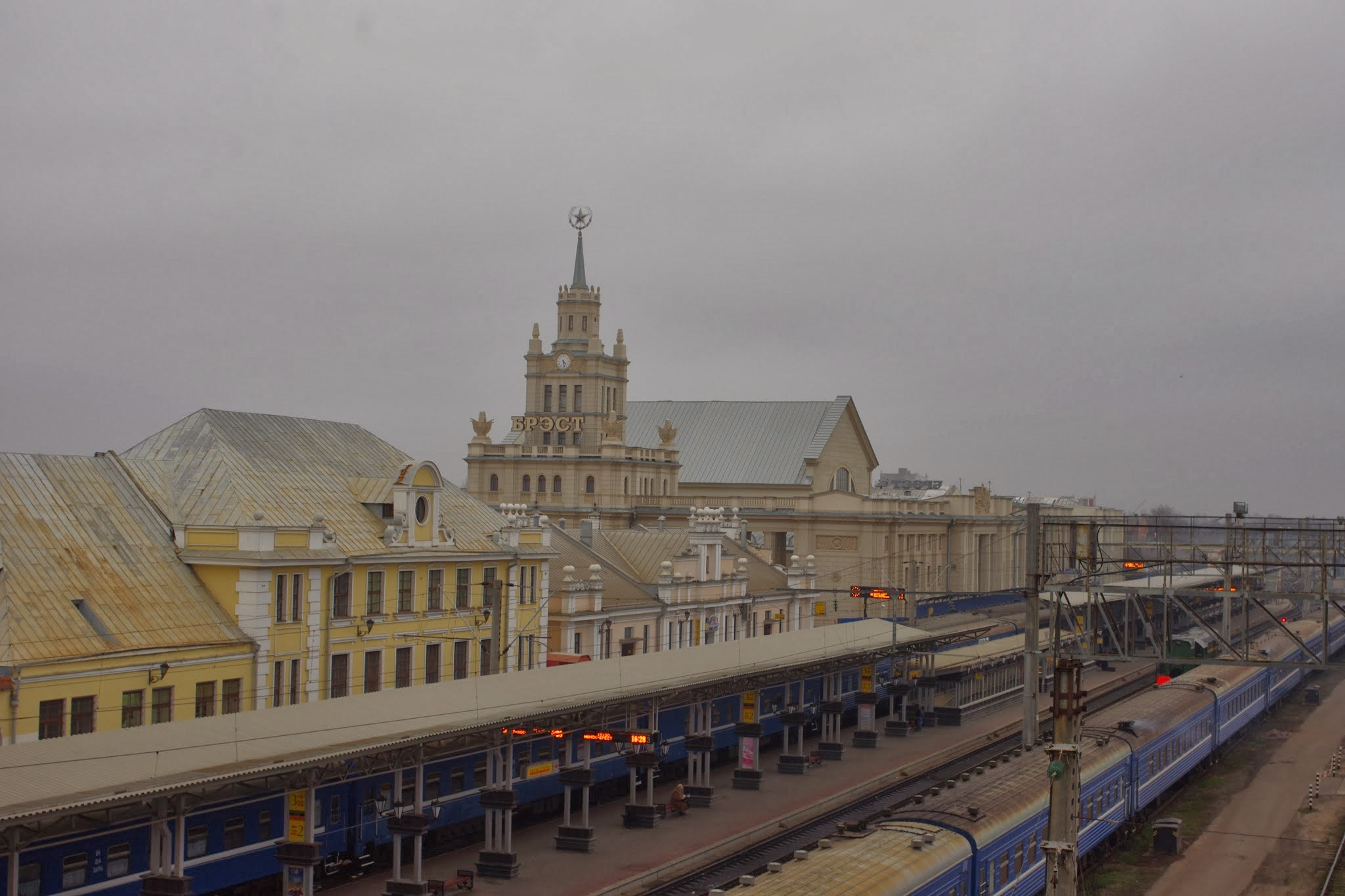
Платформи станції
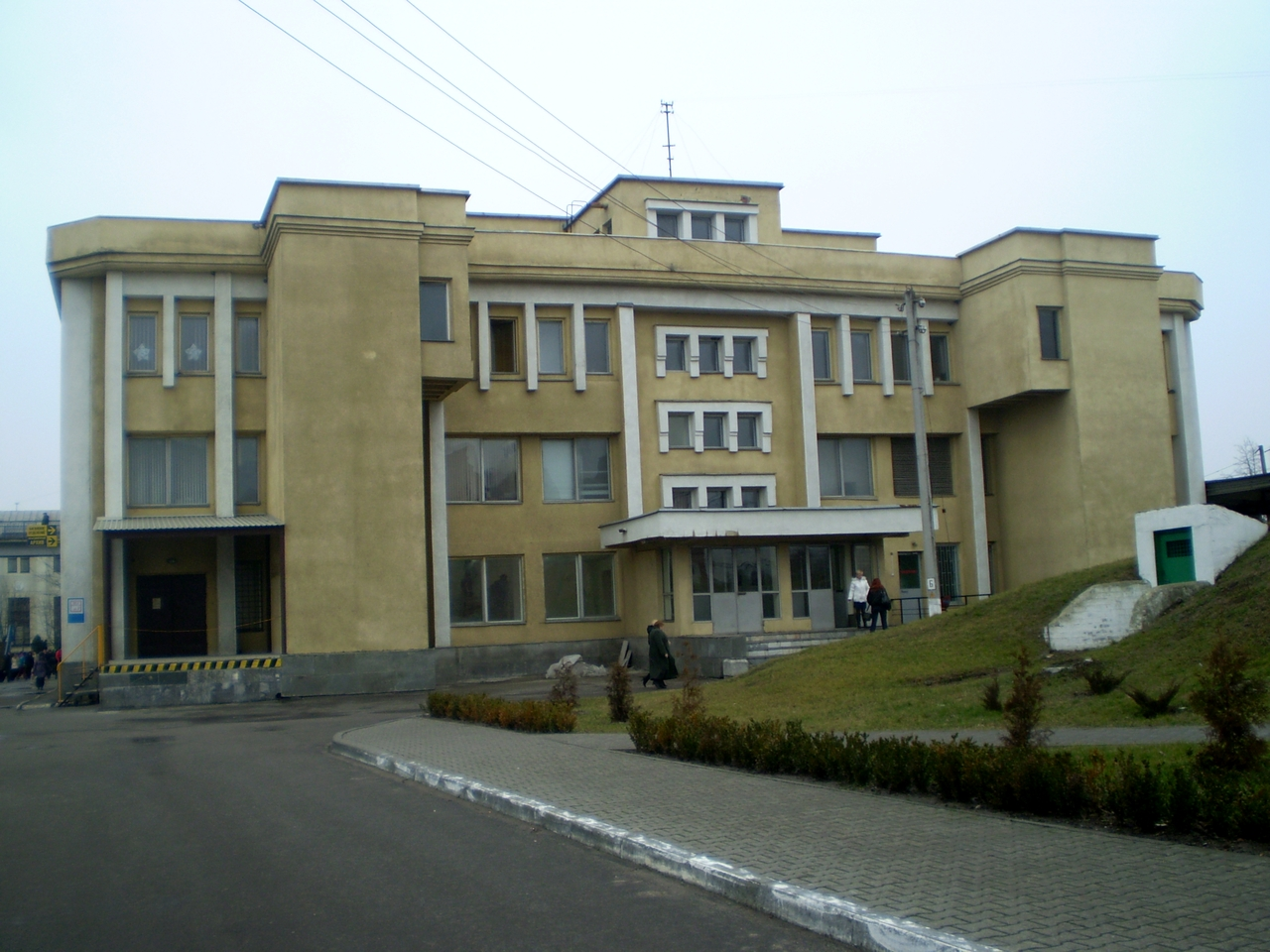
Багажне відділення
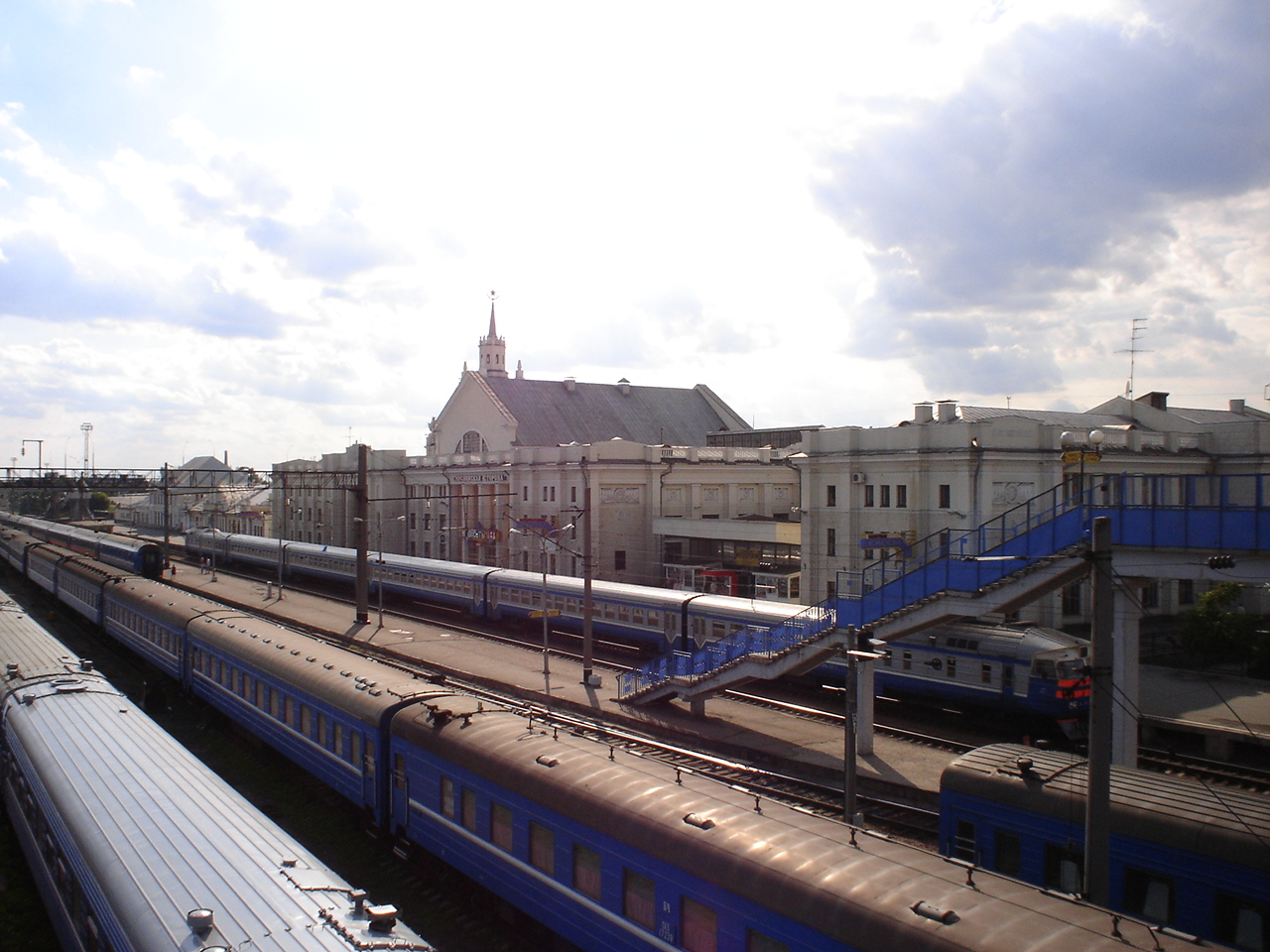
Вигляд на платформи
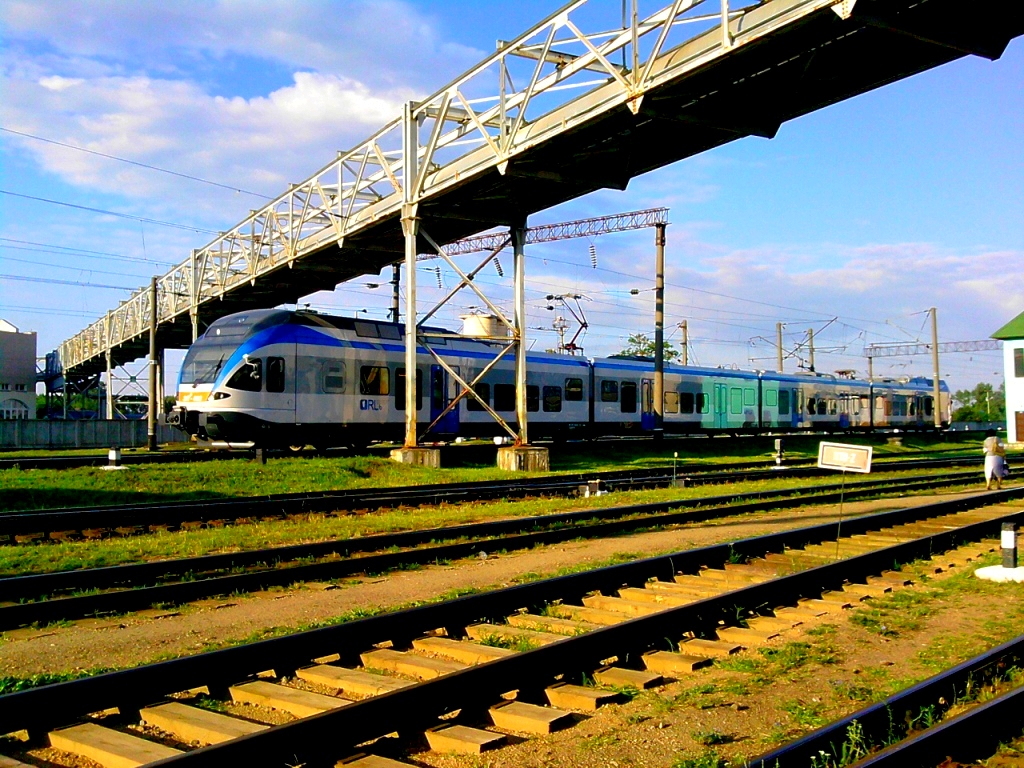
ЕПр-003 на станції Берестя-Центральний
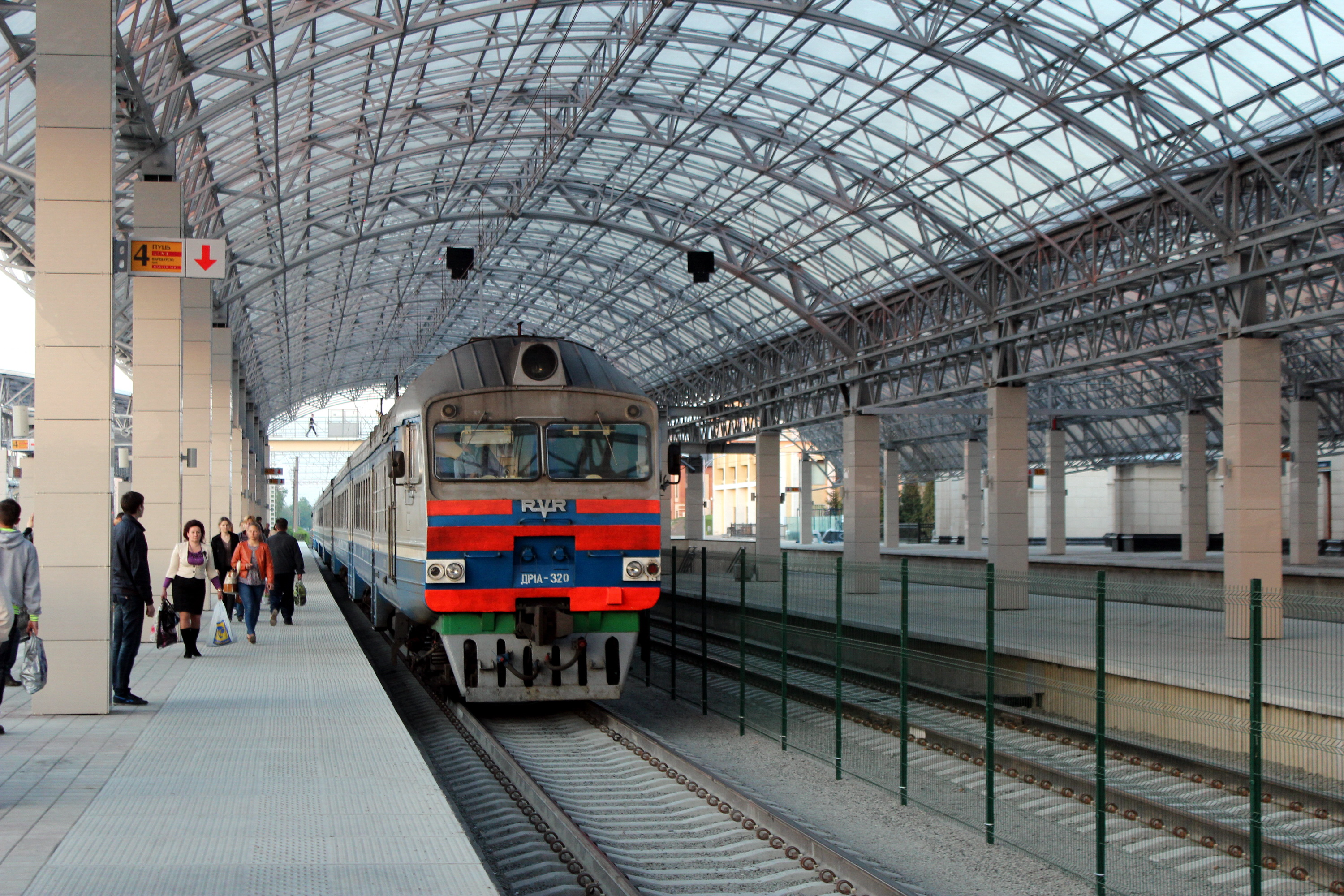
Поїзд регіональних ліній
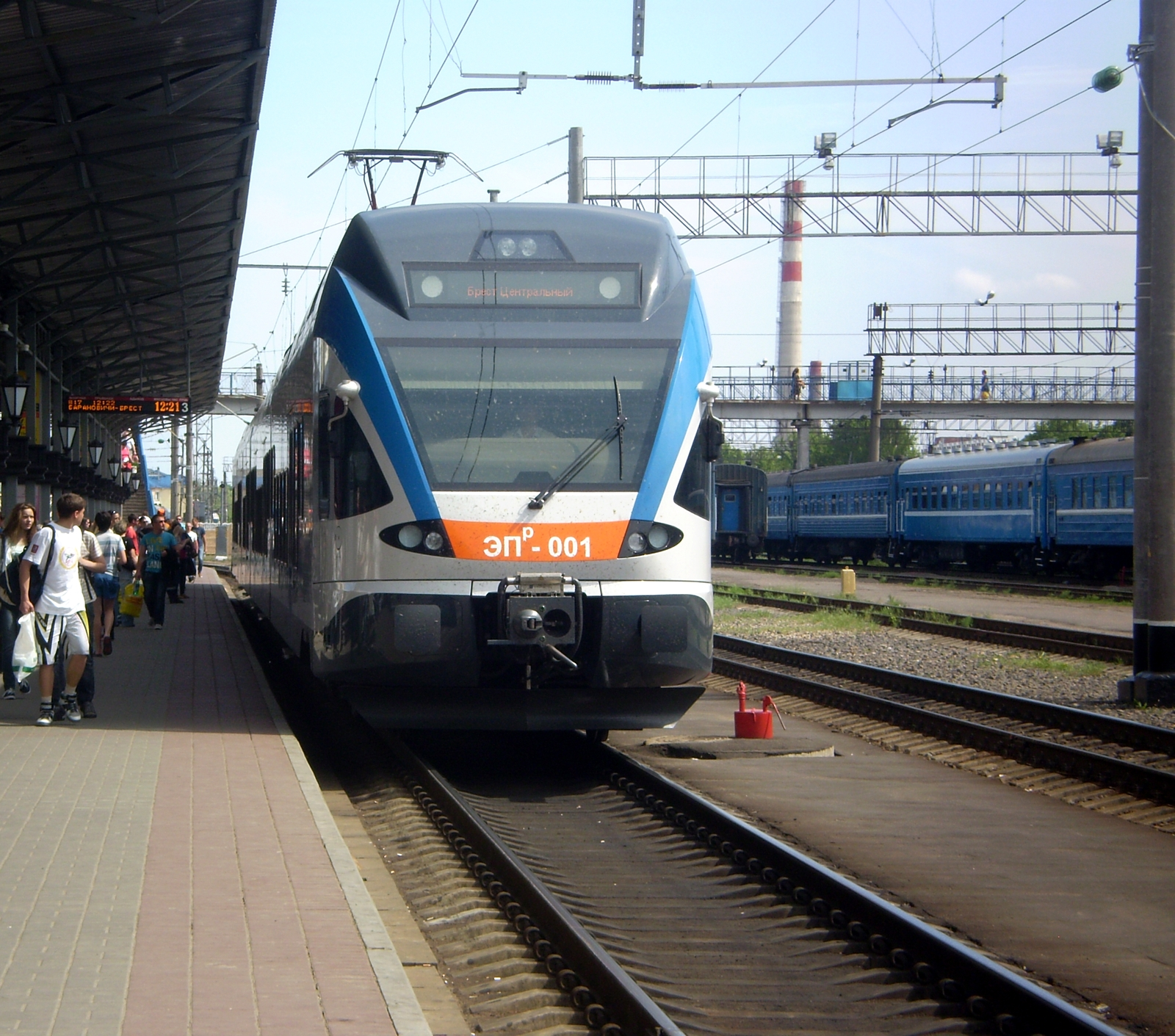
Поїзд Stadler
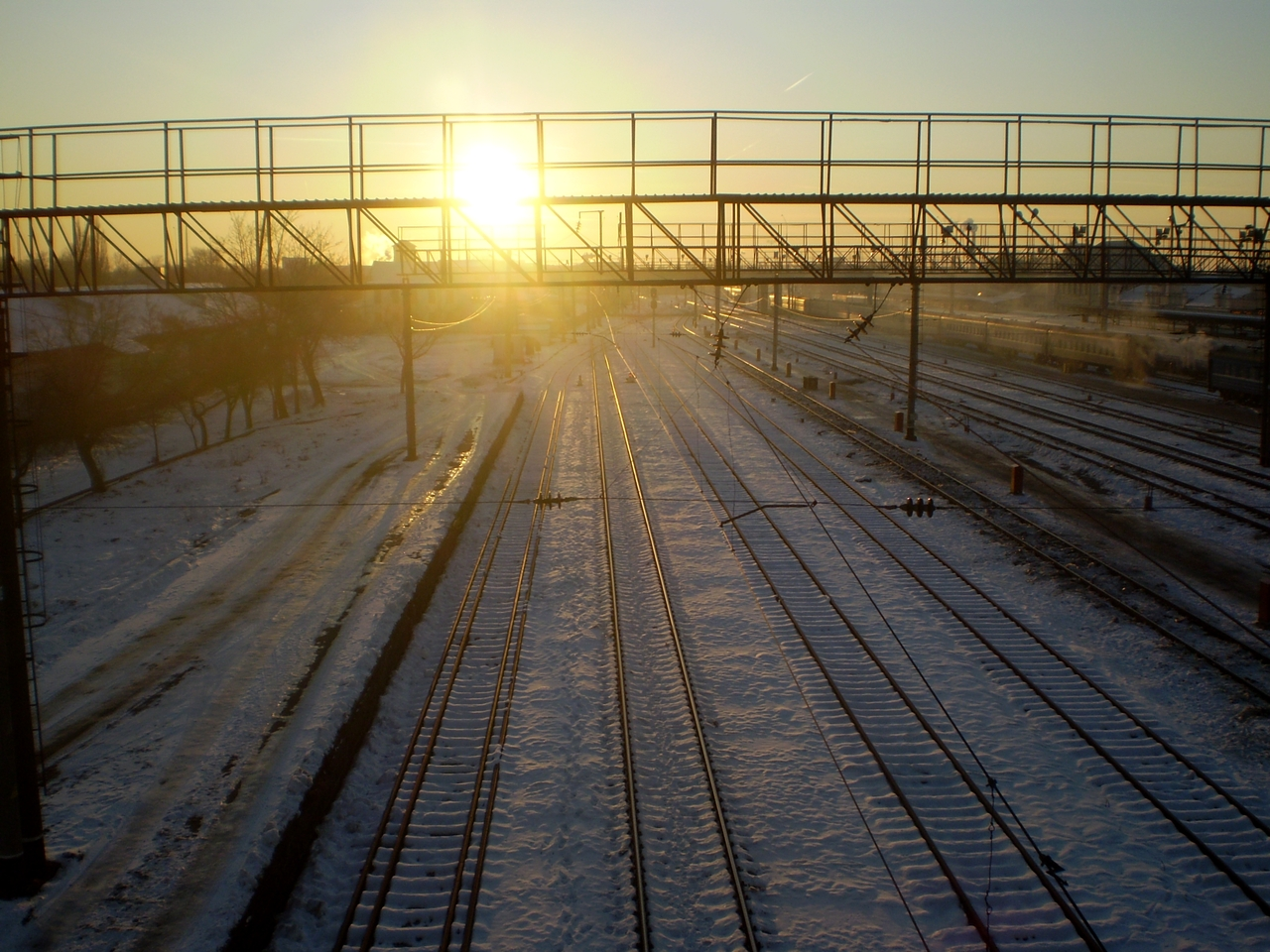
Вигляд на Варшавський парк
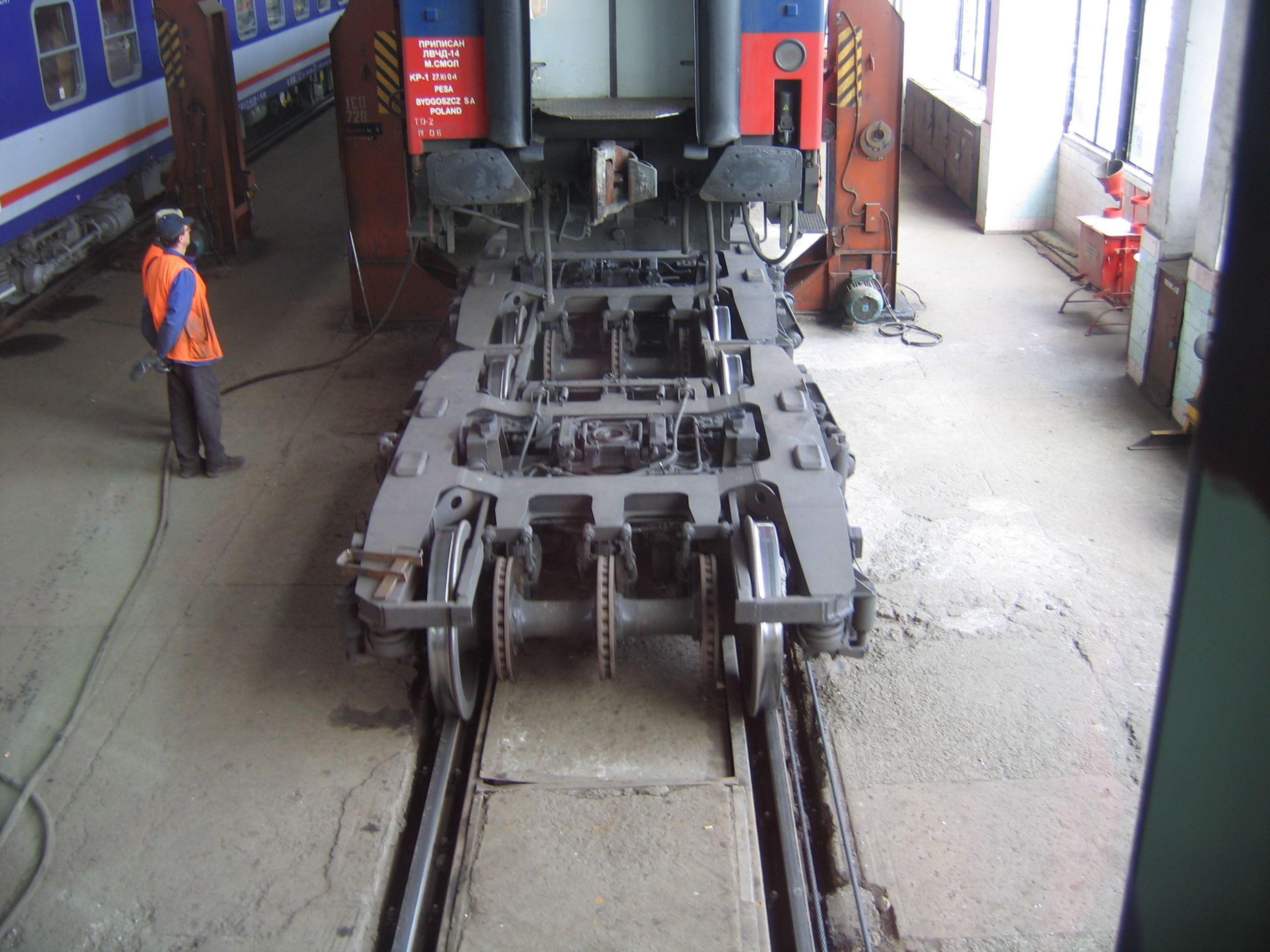
Заміна візків